# 瑞浪市民図書館

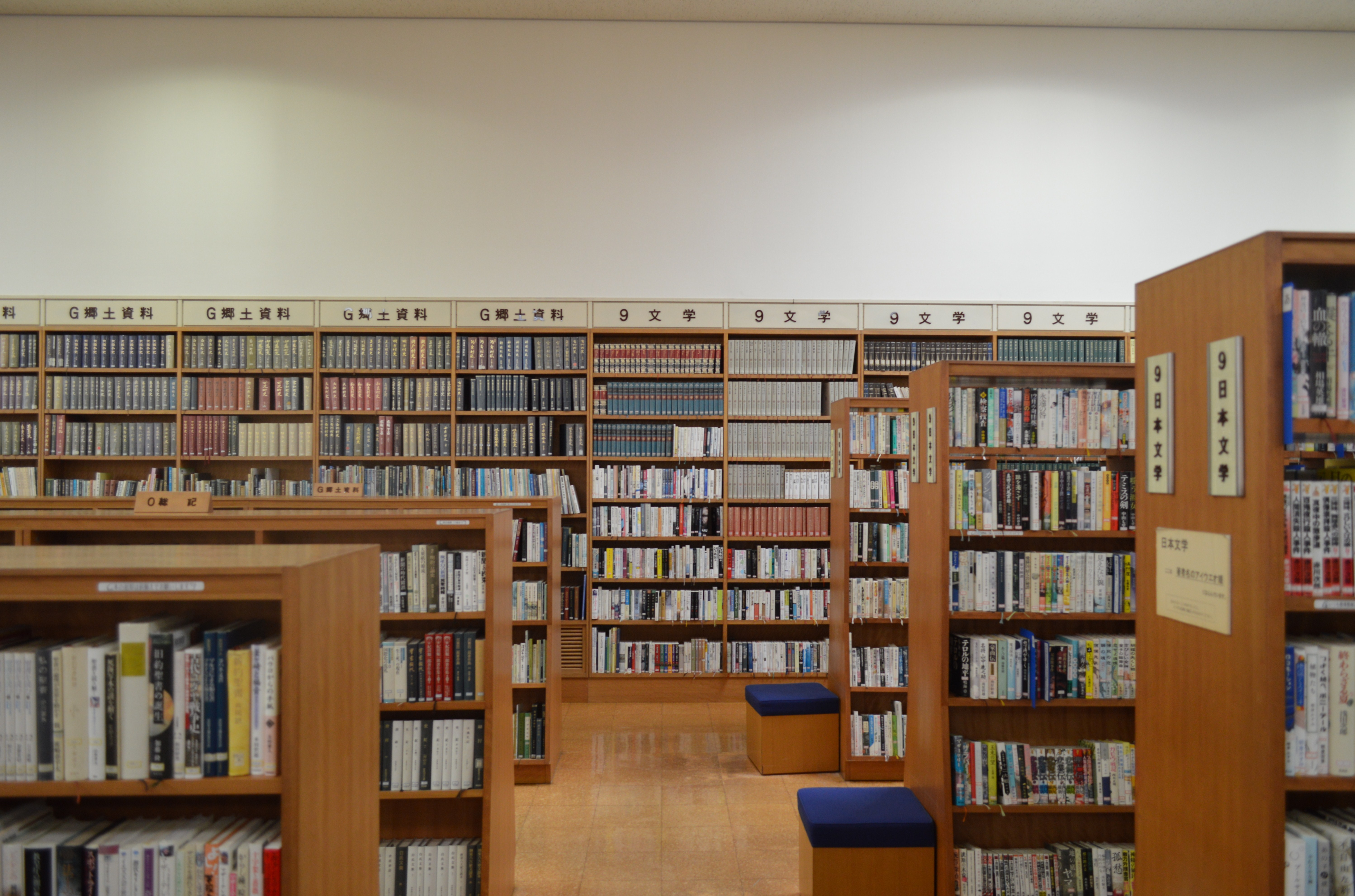
書架

瑞浪市民図書館（みずなみしみんとしょかん）は、岐阜県瑞浪市にある公立図書館。瑞浪市土岐町にある本館のほか、市内3ヶ所にサービスポイント（分室）を持つ。同じ敷地内に瑞浪市中央公民館があり、当館とあわせて瑞浪市総合文化センターと称する。

## 概要
貸出には利用カードをつくる必要があるが、運転免許証などの身分証明書さえあれば市内・市外を問わず誰でも利用カードを作ることができる。また借りた本を市内3ヶ所の分室で返却することも可能である。資料の特徴としては一般的な書籍の以外に、地元の瑞浪市や岐阜県の資料や地場産業である窯業についての資料、そのほか中山道についての資料を豊富に有している。その他のサービスとして、来館するのが難しい状況にある人を対象にした宅配サービスなどを行っている。

### 概要データ
- 延床面積：1,239m2
- 蔵書数：約17万6,000冊[2]（うち開架は約9万1,000冊）
- 個人貸出登録者数：約2万6,500人

## 利用案内

### 休館日
- 月曜日
- 年末年始（12月28日 - 翌年1月4日）
- 毎月末日（土日祝にあたる場合はその前日）
- その他特別に定める休館日

### 開館時間
- 平日・土曜日 : 10：00 - 19：00
- 日曜日・祝日 : 10：00 - 17：00

## アクセス
- JR中央本線 瑞浪駅下車、徒歩で約10分。
- 瑞浪市コミュニティバス：瑞浪中央線ほか「東濃厚生病院前」バス停から徒歩で約3分。

## 分室

### 大湫分室
- 所在地：瑞浪市大湫町422番地1

瑞浪市大湫コミュニティーセンター（瑞浪市大湫公民館）内に設置されている。
- アクセス
  - 瑞浪市コミュニティバス：釜戸＝大湫線「大湫コミュニティセンター」バス停下車。

土曜・日曜・祝日は運休、季節ダイヤで運行されている。

### 釜戸分室
- 所在地：瑞浪市釜戸町2673番地1

瑞浪市釜戸コミュニティーセンター（瑞浪市釜戸公民館）内に設置されている。
- アクセス
  - JR中央本線 釜戸駅下車、徒歩で約5分。
  - 瑞浪市コミュニティバス：釜戸＝大湫線 「釜戸コミュニティセンター」バス停下車。

土曜・日曜・祝日は運休、季節ダイヤで運行されている。

### 陶分室
- 所在地：瑞浪市陶町猿爪405番地1

瑞浪市陶コミュニティーセンター（瑞浪市陶公民館）内に設置されている。
- アクセス
  - 東鉄バス：明智線「陶コミュニティセンター前」バス停下車。
  - 瑞浪市コミュニティバス：陶線「陶コミュニティセンター」バス停下車。

土曜・日曜・祝日は運休。